# BTS (Band)
BTS (auch Bangtan Boys; Koreanisch: 방탄소년단 Bangtan Sonyeondan) ist eine südkoreanische Boygroup der dritten K-Pop-Generation, bestehend aus sieben Mitgliedern, die 2010 von Big Hit Entertainment gegründet wurde und 2013 debütierte. Der Name der Band Bangtan Sonyeondan ist eine Kombination aus 방탄 („kugelsicher“) und 소년단 („Pfadfinder“). Im Juli 2017 wurde dem Akronym „BTS“ außerdem die Bedeutung Beyond the Scene (englisch für Jenseits der Szene) hinzugefügt. Ihre Fans sind in einem Fanclub organisiert, der sich „A.R.M.Y“ (아미) nennt, was für „Adorable Representative M.C for Youth“ steht.
Die sieben Mitglieder Jin, Suga, J-Hope, RM, Jimin, V und Jung Kook sind am Schreiben und Produzieren ihrer Songs und Alben beteiligt. Waren BTS anfangs eine Hip-Hop-Gruppe, entwickelte sich ihr Stil in eine Vielzahl unterschiedlicher Musikgenres. Ihre Texte sind häufig soziale oder persönliche Kommentare und beschäftigen sich mit der Psyche, Schulproblemen, dem Erwachsenwerden und Selbstliebe sowie Individualismus.
Nach ihrem Debüt am 13. Juni 2013 mit 2 Cool 4 Skool veröffentlichten sie ihr erstes Studioalbum Dark & Wild. Mit ihrem zweiten Studioalbum Wings im Jahr 2016 verkauften sie erstmals über eine Million Einheiten in Südkorea. Bis 2017 erreichte BTS durch die K-Pop-Subkultur internationale Bekanntheit und wurde zum Vorreiter der Koreanischen Welle in Nordamerika und brach dort mehrere Verkaufsrekorde. Als erste koreanische Gruppe erhielten sie Auszeichnungen der Recording Industry Association of America (RIAA) und erreichten Platz eins der US-Albumcharts mit Love Yourself: Tear (2018). BTS ist eine der wenigen Gruppen seit den Beatles, die vier Nummer-eins-Alben in weniger als zwei Jahren hatten. In den US-Single-Charts erreichte BTS mit Dynamite, Savage Love, Life Goes On, Butter und Permission to Dance innerhalb von zehn Monaten fünfmal Platz eins und stellte damit einen Rekord von Michael Jackson aus dem Jahr 1988 ein.
Mit über 20 Millionen verkauften Alben in Südkorea ist BTS die erfolgreichste Gruppe der südkoreanischen Musikgeschichte und stellt mit Map of the Soul: 7 das meistverkaufte Album. Zu den prestigeträchtigsten Auszeichnungen der Gruppen zählen sechs American Music Awards, neun Billboard Music Awards, 24 Golden Disk Awards sowie Nominierungen für den Grammy und Brit Award. Die Mitglieder von BTS sind zudem die jüngsten Personen, denen der Orden für kulturelle Verdienste des südkoreanischen Präsidenten verliehen wurde für ihren Beitrag zur Verbreitung koreanischer Kultur und Sprache.

## Geschichte

### Vor dem offiziellen Debüt
Die ersten Gruppenmitglieder wurden 2010 und 2011 durch Big Hits Hit It-Casting ausgewählt. Bis zur endgültigen Zusammensetzung der Gruppe für ihr Debüt wurden einige ursprüngliche Mitglieder durch neue ersetzt. Sechs Monate vor ihrem offiziellen Debüt begannen die Bangtan Boys auf diversen Plattformen, wie zum Beispiel Twitter, YouTube oder SoundCloud, mit ihren Fans zu interagieren, um somit ein starkes Verhältnis zu ihnen aufbauen zu können.
Vor BTS waren RM und Suga als Underground-Rapper tätig. Jin studierte an der Konkuk University. J-Hope nahm als Mitglied eines Street-Dance-Teams an verschiedenen Tanzwettbewerben teil. Jimin studierte Modernen Tanz an der Busan High School of Arts, die er später verließ, um auf die Arts Korea High School zu wechseln, wo er V kennenlernte. Jung Kook bekam nach seinem Ausstieg aus der Talentshow Superstar K Angebote von sieben Agenturen. Letztendlich ging er zu Big Hit Entertainment, da er von RMs Rap begeistert war.
Alle Mitglieder, vor allem RM, Suga und J-Hope, sind aktiv am Komponieren ihrer Songs beteiligt, was in der K-Pop-Industrie nicht häufig der Fall ist. Die Mitglieder schreiben über die Träume und Ziele der Jugend, Mobbing, die Ideale der jetzigen und nächsten Generation und politische/gesellschaftliche Probleme (z. B. das Sewol-Unglück). Letzteres wird von vielen Idol-Gruppen bewusst vermieden, was dazu führte, dass BTS als „Revolutionäre des K-Pop“ bezeichnet wurden.

### 2013–2014: Debüt mit2 Cool 4 Skool,O!RUL8, 2?,Skool Luv AffairundDark & Wild

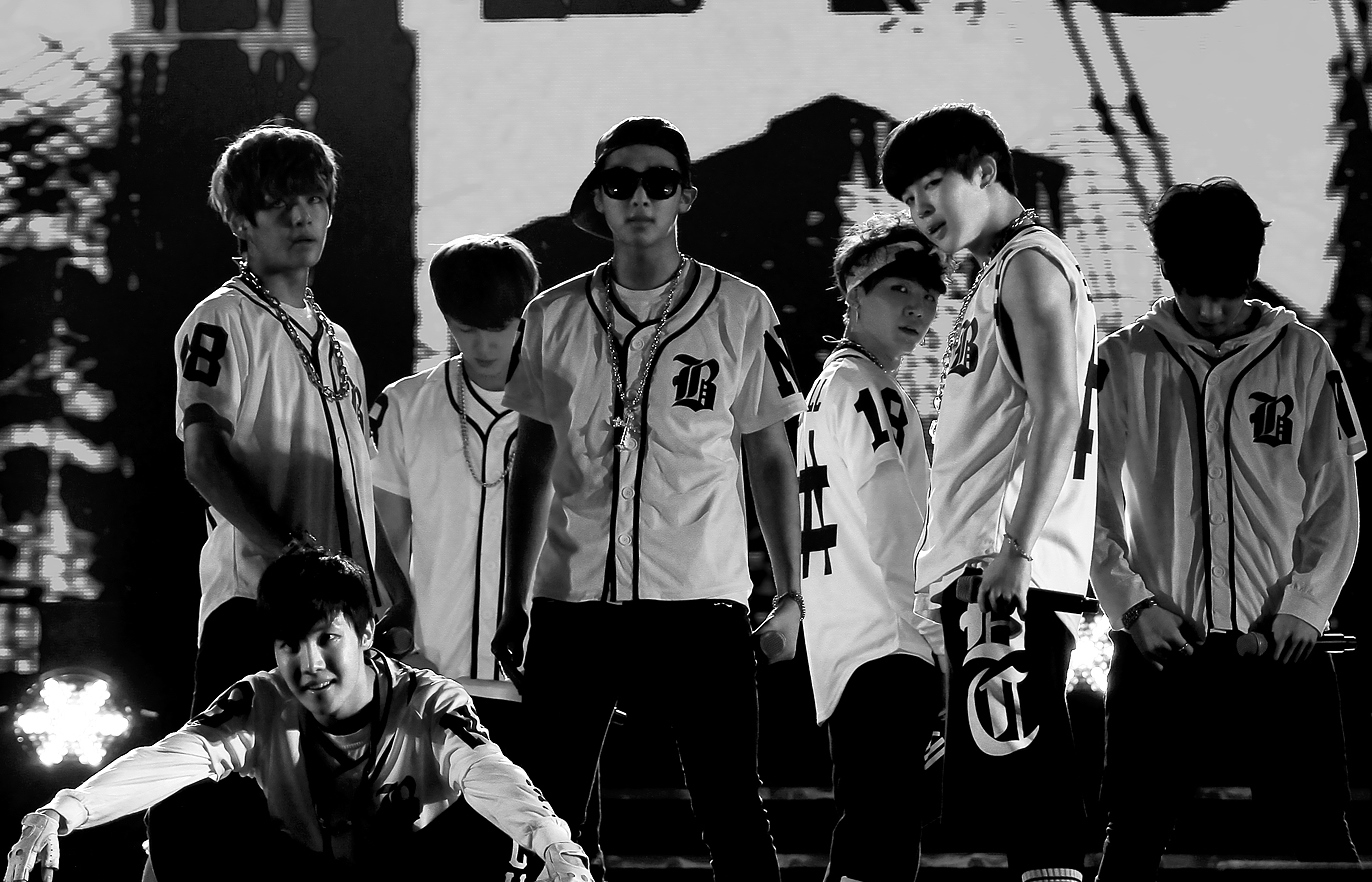
Die Bangtan Boys im Incheon Music Center (2013)

Im Juni 2013 veröffentlichte die Gruppe mit No More Dream ihre Debütsingle, gekoppelt mit ihrer ersten EP 2 Cool 4 Skool. Mit 2 Cool 4 Skool gewannen sie zahlreiche Preise der Kategorie Bester Newcomer, unter anderem bei den MelOn Music Awards 2013 sowie den Golden Disk Awards und den Seoul Music Awards 2014. Einen Monat nach No More Dream erfolgte die Veröffentlichung ihrer zweiten Single We are Bulletproof Pt. II. Im September veröffentlichten sie ihre Single N.O. und die EP O!RUL8,2? (Oh! Are You Late, Too?), die Platz 4 der südkoreanischen Gaon Charts erreichte. Die im Februar 2014 veröffentlichte EP Skool Luv Affair erreichte Platz 3 der Billboard World Albums Charts.
Im März 2014 veröffentlichten sie die japanische Version von 2 Cool 4 Skool mit No More Dream als Singleauskopplung. Im selben Jahr traten BTS beim Bridge-to-Korea-Festival in Russland vor 10.000 Zuschauern auf. Am 10. August 2014 waren sie bei der KCON in Los Angeles zu Gast. Im selben Monat wurde Danger als die Comeback-Single ihres ersten Studioalbums Dark & Wild veröffentlicht, von dem 161.939 Einheiten verkauft wurden.
Von Oktober bis Dezember ging BTS auf Tournee, die sie 2014 BTS Live Trilogy – Episode II: The Red Bullet nannten. Sie spielten in Südkorea, den Philippinen, Singapur, Japan, Thailand und Malaysia.

### 2015:The Most Beautiful Moment in Life, Welttournee und steigende Popularität
Vom 10. bis 19. Februar 2015 waren BTS auf der Wake Up: Open Your Eyes Tour in Japan. Sie traten vor insgesamt 25.000 Fans in den Städten Tokio, Osaka, Nagoya und Fukuoka auf. Ende März gaben sie ihr zweites Solo-Konzert in Korea, mit dem Titel 2015 BTS Live Trilogy – Episode 1: BTS Begins. Ihre dritte EP The Most Beautiful Moment in Life, Part 1 wurde am 29. April 2015 veröffentlicht. Im Juni landete sie als einziges koreanisches Album auf der von Fuse erstellten Liste „27 Best Albums of 2015 So Far“.
Mit ihrer Single I Need U gewannen die Bangtan Boys am 5. Mai 2015 erstmals den ersten Platz bei SBS MTVs Musikprogramm The Show. Von The Most Beautiful Moment in Life, Part 1 wurden in Südkorea 200.000 Einheiten verkauft. Zum einjährigen Jubiläum ihres Debüts in Japan veröffentlichten sie am 4. Juni ihre vierte japanische Single For You, die die Spitze der Oricon-Charts erreichte.
Am 23. Juni kam das Musikvideo zu ihrer nächsten Single Dope (쩔어 Jjeoreo) aus The Most Beautiful Moment in Life, Part 1 heraus und wurde zu BTS’ erstem Musikvideo, das 100 Millionen Klicks auf Youtube erreichte. Dope erreichte Platz 3 der Billboard World Digital Charts. Im Rahmen ihrer Welttournee 2015 Live Trilogy Episode II: The Red Bullet besuchten sie Malaysia, Südamerika, Australien, die Vereinigten Staaten und Hongkong. BTS trat in Japan auf dem Festival Summer Sonic auf (15. August Tokio, 16. August Osaka).
Seit dem 1. August veröffentlicht BTS wöchentlich die Variety-Show Run BTS online auf den Plattformen V Live und Weverse (seit 2020). In der Sendung absolvieren die BTS-Mitglieder unterschiedliche Missionen, Herausforderung und diverse Spiele. Gelegentlich werden auch Gäste in die Show eingeladen.
Am 30. November kam die nächste EP The Most Beautiful Moment in Life, Part 2 auf den Markt. Davor spielten sie vom 27. bis 29. November drei Konzerte (The Most Beautiful Moment in Life: On Stage), wo sie erstmals das neue Titellied Run live präsentierten. Im Zuge der Veröffentlichung von Run erschienen Anfang Januar 2016 Figuren basierend auf den Mitgliedern von BTS im Online-Rollenspiel Elsword von Nexon.
Bei den Mnet Asian Music Awards 2015 wurden sie aufgrund ihrer hohen internationalen Bekanntheit mit dem Preis Best World Performer ausgezeichnet. Während der Veranstaltung traten sie zusammen mit GOT7 auf. Am 8. Dezember wurde die japanische Version von I Need You als fünfte Single in Japan veröffentlicht.

### 2016:The Most Beautiful Moment in Life: Young Forever,YouthundWings
Im März 2016 veröffentlichte BTS Run als ihre fünfte japanische Single. Am 2. Mai kam die letzte EP der Most Beautiful Moment In Life-Trilogie, The Most Beautiful Moment in Life: Young Forever, raus. Um ihre Alben zu promoten, hielten die Bangtan Boys zwei Konzerte in der Olympic Gymnastics Arena in Seoul. Insgesamt wurden 24.000 Tickets verkauft. Danach gingen sie auf Asientournee. 144.000 Fans besuchten die Konzerte. Sie traten im Rahmen der KCONs in Los Angeles (Juni 2016) und New York (Juli 2016) auf, beide Male vor ausverkauftem Publikum.
Am 7. September 2016 kam das zweite japanische Album Youth auf den Markt. Es wurde innerhalb von 24 Stunden 44.000 mal gekauft und erreichte Platz 1 der japanischen Albumcharts.
Am 16. Oktober 2016 veröffentlichten BTS ihr zweites Album Wings mit dem Titellied Blood Sweat & Tears. Das Album wurde 500.000 mal vorbestellt. Mit Wings erreichte BTS Platz eins zahlreicher Charts in Südkorea (in den Medien wird das Erreichen von Rang eins in allen relevanten Charts meist „All-Kill“ genannt). Das Musikvideo zu Blood Sweat & Tears wurde in den ersten 24 Stunden sechs Millionen Mal angeschaut und brach somit den Rekord für die meisten Klicks eines K-Pop-Musikvideos an einem Tag. Der Song landete in den britischen Musikcharts, was zuvor keinem anderen südkoreanischen Künstler gelang. Das Album debütierte auf Platz 26 der US-Billboard 200 und brach somit den Rekord für die höchste Chartplatzierung einer K-Pop-Gruppe in den Vereinigten Staaten. Mit Wings schaffte es BTS als erste K-Pop-Gruppe, länger als eine Woche in den US-Charts zu bleiben. Außerdem debütierte Blood Sweat & Tears auf Platz 86 der Billboard Canadian Hot 100, während Wings Platz 19 der Billboard Canadian Albums Charts erreichte. Für das darauffolgende offizielle Fan-Meeting in Seoul wurden alle 38.000 Karten verkauft.

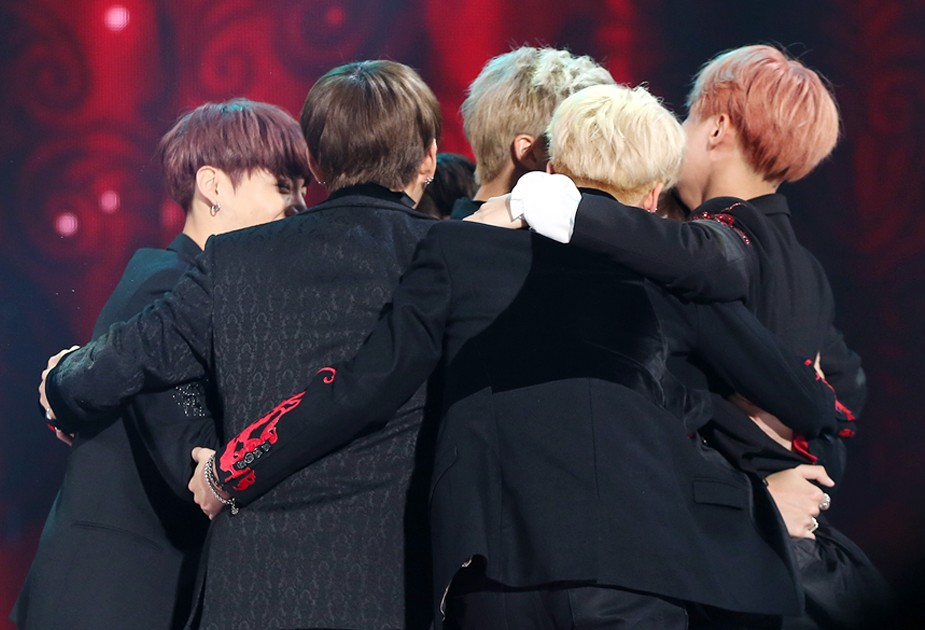
BTS wird mit dem Melon Music Award ausgezeichnet (2016)

Am 19. November 2016 kündigten BTS ihre Welttournee Live Trilogy Episode III: The Wings Tour an. Am selben Abend gewannen sie ihren ersten Hauptpreis (Daesang) Album of the Year für The Most Beautiful Moment in Life: Young Forever bei den Melon Music Awards. Am 2. Dezember folgte ihr zweiter Daesang in der Kategorie Artist of the Year bei den Mnet Asian Music Awards. Mit diesem Gewinn schrieben die Bangtan Boys Geschichte als erste Gewinner, die nicht bei einer der großen drei Agenturen (S.M., YG und JYP) unter Vertrag stehen.

### 2017:You Never Walk AloneundLove Yourself 承 ‚Her‘
Im Februar 2017 wurde Wings unter dem Titel Wings: You Never Walk Alone wiederveröffentlicht. Das Album wurde über 700.000-mal vorbestellt. Die Single Spring Day erreichte Platz eins in den Charts der acht größten südkoreanischen Musikportale. Spring Day stieg auf Platz 15 der amerikanischen Bubbling Under Hot 100 ein. Im Mai 2017 erhielten sie als erste südkoreanische Boyband den „Billboard Music Award“ in der Kategorie „Top Social Artist“. Der Preis wird durch Abstimmung vergeben an den Musikkünstler, der am besten mit Fans interagiert, über soziale Medien, Streaming oder vor Ort. BTS gewann den Preis seit 2017 in jedem Jahr (Stand 2021). Im Juli erschien ein Remake des Liedes Come Back Home mit Seo Taiji and Boys.
2017 wurde BTS Werbebotschafter für die Tourismuszentrale der Stadt Seoul. In diesem Zuge wurde der Werbesong With Seoul veröffentlicht. Im gleichen Zeitraum arbeitete BTS mit dem Instant-Messenger Line für eine Werbepartnerschaft zusammen. Dabei wurden BT21-Figuren basierend auf den sieben Mitgliedern veröffentlicht. Diese dienen Line als Merchandise, z. B. für Emojis oder Plüschfiguren sowie weitere Artikel der Line Friends (von Line entworfene Figuren).
Im September erschien die fünfte EP von BTS mit dem Titel Love Yourself 承 ‚Her‘. Die EP enthält den Song Best Of Me, eine Zusammenarbeit mit Andrew Taggart von The Chainsmokers. Love Yourself 承 ‚Her‘ schaffte es als erstes Album einer K-Pop-Gruppe, in die offiziellen deutschen Charts zu kommen, als es auf Platz 57 der Top-100-Album-Charts debütierte. Am 25. September 2017 erzielten BTS ihr erstes Hot-100-Debüt mit dem Titellied DNA auf Platz 85 und hielten sich insgesamt vier Wochen in den Charts. Sie sind somit die erste K-Pop-Boygroup, die die Hot 100 erreichte und nach PSY die zweiten Künstler, die dies mit einem koreanischen Song schafften. Das Musikvideo zu DNA erreichte 21 Millionen Klicks in den ersten 24 Stunden und landete auf Platz 13 der meisten Aufrufe eines Videos innerhalb eines Tages. Ein Remix von Steve Aoki des Songs MIC Drop mit US-Rapper Desiigner wurde als zweite Single veröffentlicht. Der Song brach DNAs Rekord und erreichte die höchste Chartplatzierung auf den Hot 100, als es auf Platz 28 debütierte und zehn Wochen lang in den Charts blieb. In Südkorea landete der Song auf Platz 23 der Gaon Charts. In Deutschland debütierte der Song auf Platz 71 der Single-Charts und wurde zum ersten deutschen Charteinstieg der Gruppe. Später wurden DNA und MIC Drop auf Japanisch mit einem weiteren Song (Crystal Snow) in Japan als EP veröffentlicht. Die EP wurde mit der Doppel-Platin ausgezeichnet und verkaufte sich mehr als 500.000-mal – die höchsten Verkaufszahlen eines nicht-japanischen Künstlers in Japan für das Jahr 2017.

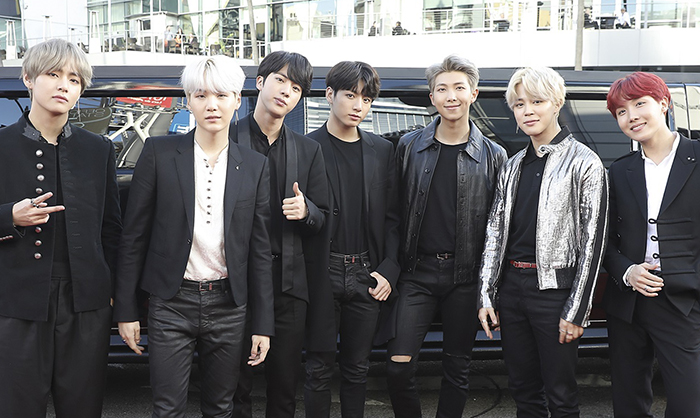
BTS in Los Angeles für die American Music Awards

Im November 2017 traten die Bangtan Boys als erste südkoreanische Gruppe bei den American Music Awards auf. Sie gewannen als erste Künstler zum zweiten Mal in Folge den Artist of The Year Award bei den Mnet Asian Music Awards 2017. Spring Day wurde als Song des Jahres bei den Melon Music Awards ausgezeichnet.
Im Dezember 2017 traten sie als erste südkoreanische Künstler bei Dick Clark’s New Year’s Rockin’ Eve auf. Im selben Monat hatten sie ihr japanisches TV-Debüt bei Japan Music Station Super Live.

### 2018: Internationaler Durchbruch mitLove Yourself 轉 ‘Tear‘ und Love Yourself 結 ‘Answer‘
Im Januar 2018 gewannen die Bangtan Boys als erste Gruppe, die nicht bei den drei großen südkoreanischen Labels („Big Three“) unter Vertrag steht, den Hauptpreis (Daesang) sowohl bei den Golden Disc Awards als auch bei den Seoul Music Awards. Im Februar bekamen sie als erste Idol-Gruppe den Preis Musician Of The Year bei den Korean Music Awards. Im selben Monat wurden DNA und MIC Drop von der RIAA in den UDA mit Gold ausgezeichnet. Somit sind die Bangtan Boys die ersten und einzigen südkoreanischen Künstler mit zwei RIAA-Auszeichnungen.
Im März erschien die erste von acht Folgen der YouTube-Red-Dokumentation Burn The Stage, die die Band bei ihrer Wings Tour begleitet. Kurz darauf erschien BTS’ drittes japanisches Album Face Yourself und ihr drittes koreanisches Album Love Yourself 轉 ‘Tear’.
Im August 2018 wurde die Single Fake Love von ihrem Album Love Yourself 轉 ‘Tear’ von der RIAA mit Gold ausgezeichnet. Am 24. August erschien das letzte Album der Love-Yourself-Trilogie, Love Yourself 結 ‘Answer’, mit dem Titelsong Idol, dessen Musikvideo den YouTube-Rekord für die meisten Aufrufe innerhalb der ersten 24 Stunden nach dem Upload brach. Eine Version mit Nicki Minaj wurde online veröffentlicht. Am 25. August 2018 begann in Seoul die Love Yourself World Tour. Im Zuge der Welttournee trat die Gruppe am 16. und 17. Oktober in Berlin in der Mercedes-Benz Arena auf.
Am 24. September stellte die Gruppe bei der Veranstaltung der Vereinten Nationen in New York City das Projekt Generation Unlimited von UNICEF vor und RM sprach vor Politikern. Mit der Veröffentlichung der Love Yourself-Serie gaben BTS ihre „Love Myself“-Kampagne in Zusammenarbeit mit UNICEF bekannt. Für das Projekt, welches die Gewalt gegen Kinder und Teenager weltweit stoppen soll, hat die Gruppe mehr als 1,4 Millionen US-Dollar gesammelt.
Im Oktober verlieh der südkoreanische Präsident Moon Jae-in jedem Mitglied einen Orden für ihren außergewöhnlichen Beitrag zur koreanischen Kultur und deren Weiterverbreitung. BTS sind die jüngsten und ersten Idols, die diese Medaille bei den Kulturpreisen erhielten. Am 25. Oktober veröffentlichte der DJ Steve Aoki seine Single Waste It On Me mit Jung Kook und RM. Der Song debütierte auf Platz 89 der US Billboard Hot 100 Charts. In Deutschland erreichte das Lied Position 98 der deutschen Single-Charts.
Am 15. November erschien der erste Kinofilm der Gruppe, Burn The Stage: The Movie. Der auf der YouTube-Red-Serie basierende Film brach den Box-Office-Rekord für eine Dokumentation über Musiker. In der ersten Woche wurden weltweit 2.500 Kinotickets verkauft. In den USA spielte der Film in vier Tagen 3,6 Millionen Dollar ein. Weltweit spielte die Dokumentation in der ersten Woche 14 Millionen Dollar ein. Zuletzt hielten One Direction den Rekord mit ihrem 2014 veröffentlichten Konzertfilm One Direction – This is Us.

### 2019:Map of the Soul: Persona

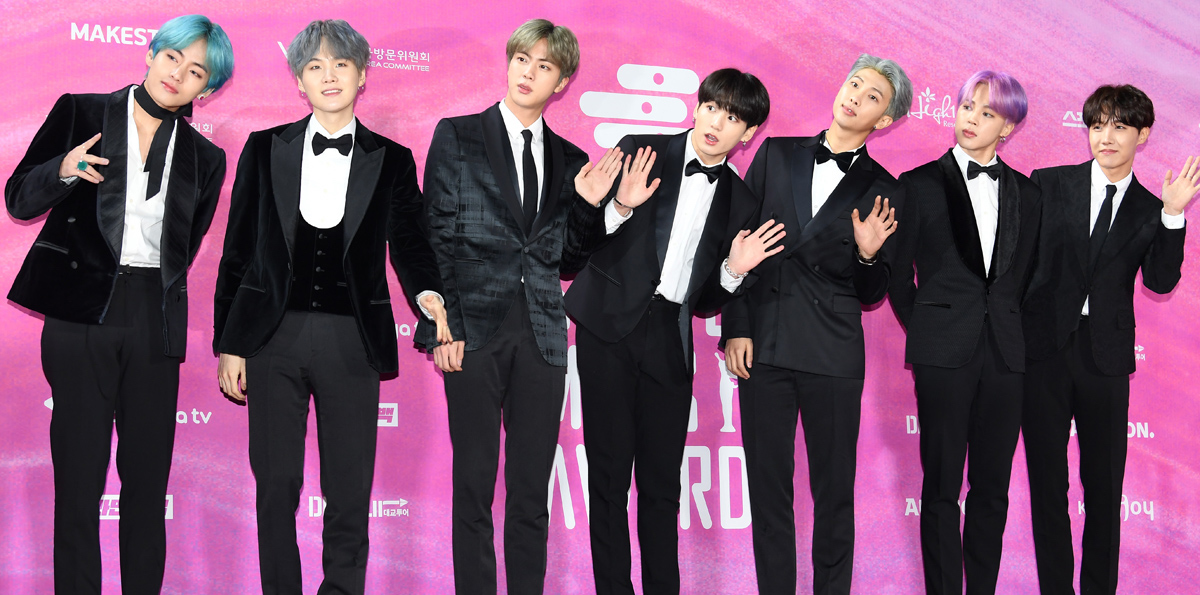
BTS bei dem Seoul Music Awards 2019

Im Februar 2019 nahmen BTS als die erste K-Pop-Gruppe an einer Grammy-Preisverleihung teil. Dort übergaben sie den Preis für das Beste R&B-Album an die Sängerin H.E.R. Im selben Monat kündigte BigHit die erste Stadion-Tournee der Gruppe namens Love Yourself: Speak Yourself an. Die Tickets für Stadien wie Wembley, Stade de France und MetLife waren binnen weniger Stunden ausverkauft, deshalb wurden für alle Städte Zusatzkonzerte angesagt.
Am 12. April 2019 erschien das Album Map of the Soul: Persona. In Deutschland stieg das Album auf Platz drei ein und wurde zum höchsten Einstieg der Gruppe in den offiziellen deutschen Charts. Ihren ersten Auftritt mit der Single Boy With Luv hatte BTS bei Saturday Night Live in New York. Im Vereinigten Königreich ist es das erste Album eines koreanischen Künstlers, das die Spitze der Album-Charts erreichte. In Südkorea brach das Album einen 24 Jahre alten Rekord, als über 3,2 Millionen Einheiten verkauft wurden und Persona zum meistverkauften Musikalbum aller Zeiten wurde.
Im April 2019 erschien BTS in der Liste der 100 einflussreichsten Personen des Jahres des Time-Magazins.
Am 2. Mai 2019 gewannen sie zum dritten Mal in Folge den Preis „Top Social Artist“ und als erste koreanische Gruppe „Top Duo/Group“ bei den Billboard Music Awards, bei denen sie ihre erste Performance von „Boy With Luv“ mit der Sängerin Halsey hatten. Im Mai erschien außerdem die Parfüm-Kollektion der Gruppe namens L’Atelier des Subtils in Zusammenarbeit mit VT Cosmetics.
Für das Simulationsspiel BTS WORLD, bei dem der Spieler in die Rolle des Managers der Band schlüpft, wurden drei Soundtracks veröffentlicht: Dream Glow von Jimin, Jung Kook und Jin mit Charli XCX, A Brand New Day von J-Hope und V mit der schwedischen Popsängerin Zara Larsson und All Night von RM und SUGA mit US-Rapper Juice Wrld. Die Soundtracks des Spiels erschienen am 28. Juni 2019 als CD-Box, welche in Südkorea 553.364 mal verkauft wurde.
Im Oktober trat BTS im König-Fahd-Stadion in Riad auf und war damit der erste ausländische Act, der ein Solokonzert in Saudi-Arabien gab. Laut Billboards Boxscore-Charts erzielte BTS einen Bruttogewinn von über 196 Millionen Dollar und spielte 42 Shows im Zeitraum vom 1. November 2018 bis zum 31. Oktober 2019 vor über 1,6 Millionen Besuchern und belegte in den Top 40 Tours zum Jahresende hinter Ed Sheeran und Pink den dritten Platz in der Gesamtwertung.
Im November war BTS die erste K-Pop-Gruppe, die bei den American Music Awards den Preis für „Favorite Duo or Group – Pop/Rock“ gewann.
Bei den Jahresendveranstaltungen Melon Music Awards 2019 und den Mnet Asian Music Awards 2019 erhielt BTS als erster Künstler in der Geschichte des K-Pop alle Hauptpreise (Daesang) bei beiden Zeremonien. Sie bekamen jeweils vier pro Preisverleihung. Bei den 34. Golden Disc Awards war BTS der erste Künstler in der Geschichte, der in einem einzigen Jahr sowohl in der physischen als auch in der digitalen Kategorie den Hauptpreis gewann.
Am Ende des Jahres belegte BTS Platz 15 in der Billboard-Top-Artist-Rangliste 2019 und in der Duo/Gruppen-Rangliste war die Gruppe auf Platz zwei hinter den Jonas Brothers. Map of the Soul: Persona war nach Nielsen Music das zweitmeistverkaufte physischen Album des Jahres 2019 in den USA, hinter Taylor Swifts Lover, und belegte in der Gesamtwertung der Top-10-Alben (Gesamtverkäufe) in den USA den sechsten Platz. Mit weltweiten Verkäufen von 2,5 Millionen Platten war Map of the Soul: Persona nach Ermittlung der International Federation of the Phonographic Industry das drittmeistverkaufte Album des Jahres 2019. Außerdem schaffte es BTS zum zweiten Jahr in Folge in die Top 10 der meistverkauften Künstler des Jahres. Dadurch wurden sie der erste nicht-englischsprachige Act, der dies erreichte. Map of the Soul: Persona war auch das weltweit zweitmeistverkaufte Album einer Band, hinter Arashis 5x20 All the Best! 1999–2019. Im Magazin Variety wurde die Gruppe zur „Hitmakers Group of the Year“ gekrönt.
Im Dezember 2019 kündigte die FIA-Formel-E-Meisterschaft an, in Zukunft mit BTS als Markenbotschafter zusammenzuarbeiten, um weltweit auf die Folgen des Klimawandels und die Vorteile von Elektrofahrzeugen aufmerksam zu machen.

### 2020:Map of the Soul: 7,DynamiteundBe
Im Januar 2020 veröffentlichte BTS Black Swan mit einem Kunstfilm mit Choreographie der slowenischen Tanzgruppe MN Dance Company als erste Single aus ihrem vierten Studioalbum Map of the Soul: 7. Die Vorbestellungen für das Album erreichten einen Rekordwert von 4,02 Millionen und damit wurde der bisherige Rekord von 2,68 Millionen von Map of the Soul: Persona gebrochen. Black Swan stieg auf Platz 57 der Billboard Hot 100 ein und auf Platz 46 der britischen Single-Charts. In Deutschland debütierte die Single auf Platz 77. Im selben Monat trat BTS an der Seite von Lil Nas X, Billy Ray Cyrus, Diplo, Mason Ramsey und Nas bei den 62. Grammy Awards auf und war damit die erste koreanische Gruppe, die bei den Grammys auftrat.
Am 21. Februar wurde Map of the Soul: 7 veröffentlicht. Die Lead-Single des Albums, ON, wurde mit einer weiteren Version mit der australischen Sängerin Sia digital veröffentlicht. Laut Gaon verkaufte sich Map of the Soul: 7 in den ersten neun Tagen nach Veröffentlichung über 4,1 Millionen Mal und übertraf damit den Rekord des Vorgängeralbums. Es wurde so zum meistverkauften Album der südkoreanischen Geschichte. Das Album debütierte an der Spitze der U.S. Billboard 200 mit über 422.000 verkauften Einheiten in der ersten Woche. In Deutschland belegte BTS zum ersten Mal mit 7 den ersten Platz der deutschen Album-Charts. Mit Map of the Soul: 7 wurde BTS zur ersten asiatischen Gruppe, die die Spitze der Charts in den fünf größten Musikmärkten der Welt (USA, Japan, UK, Deutschland und Frankreich) erreichte. Mit ON stieg BTS erstmals in die Top Fünf der Hot 100 ein. Der Song erzielte 86.000 Downloads. In Deutschland debütierte die Single auf Platz 34.
BTS sollten ab April ihre vierte weltweite Konzerttournee und ihre zweite Stadiontournee, die „Map of the Soul“-Tournee, starten. Die Termine in Seoul wurden jedoch wegen der Coronavirus-Pandemie abgesagt und die restliche Welttournee wurde schließlich auf unbestimmte Zeit verschoben.
Im März startete Big Hit Entertainment auf der Social-Media-App Weverse eine Videoreihe mit dem Titel Learn Korean with BTS, mit dem Ziel, „das Lernen der koreanischen Sprache für Fans weltweit, die aufgrund der Sprachbarriere Schwierigkeiten haben, die Musik und Inhalte von BTS zu genießen, einfach und unterhaltsam zu machen.“ Die Videos wurden in Zusammenarbeit mit Experten des Korean Language Content Institute und der Hankuk University of Foreign Studies entwickelt.
Im April war BTS der erste südkoreanische Künstler, der insgesamt mehr als 20 Millionen Albumverkäufe erreichte und wurde damit zum meistverkauften Künstler in der Geschichte Südkoreas. Im selben Monat veranstaltete die Gruppe ein zweitägiges Online-Streaming-Konzert mit dem Titel „Bang Bang Con“, bei dem Filmmaterial vergangener Konzerte auf ihrem YouTube-Kanal gestreamt wurde. Mehr als 50 Millionen Mal wurde der Stream angeklickt.
Am 7. Juni nahm die Gruppe an der Online-Schulabschlussfeier Dear Class of 2020 teil. Die Mitglieder sangen einige Songs und hielten emotionale Reden für die Schulabsolventen. Am 14. Juni veranstaltete BTS ein 100-minütiges Online-Live-Konzert, Bang Bang Con: The Live, als Teil ihrer siebten Jubiläumsfeier. Es verzeichnete 756.000 gleichzeitige Zuschauer in 107 Ländern und stellte damit den Rekord für das größte Publikum für ein zahlungspflichtiges virtuelles Konzert auf. Am 19. Juni veröffentlichte BTS die japanische Single Stay Gold aus ihrem vierten japanischen Studioalbum Map of the Soul: 7 – The Journey, das am 14. Juli veröffentlicht wurde. Das Album stieg auf Platz eins der japanischen Oricon-Charts ein und verkaufte sich in den ersten beiden Tagen über 500.000 Mal. In Deutschland debütierte das Album auf Platz sechs der Album-Charts und hielt sich insgesamt acht Wochen in den Charts.
Am 21. August veröffentlichte BTS ihre erste englischsprachige Single Dynamite. Das Musikvideo brach den YouTube-Rekord für die meistgesehene Premiere mit mehr als drei Millionen Zuschauern und stellte mit 101 Millionen Klicks einen neuen Rekord für das meistgesehene Video in den ersten 24 Stunden des Releases auf. Dynamite debütierte auf Platz eins der US-Billboard-Hot-100-Charts mit über 260.000 Verkäufen – genug, um die am schnellsten verkaufte Single seit Taylor Swifts Look What You Made Me Do (2017) zu werden. BTS wurde damit zum ersten südkoreanischen Künstler (zweiter asiatischer), der in den Vereinigten Staaten den Nummer-1-Song hatte. Dynamite verbrachte insgesamt zwei Wochen auf dem ersten Platz. In der fünften Woche erreichte die Single auch Platz eins in den neuen Billboard-Charts Global 200 und Global Excluding US und war damit die erste Single, die gleichzeitig in beiden Charts an der Spitze stand. In den US Mainstream Top 40, auch bekannt als die Pop-Songs-Charts für Radios, erreichte Dynamite Platz neun und wurde damit BTS’ erster Song in den Top 10 und der höchste Charteinstieg einer koreanischen Band. Der Song gab BTS ihren höchsten Charteinstieg in den deutschen Single-Charts, als er auf Platz acht einstieg. In den deutschen Airplay-Charts erreichte Dynamite die Höchstposition auf Platz vier in der zehnten Chartwoche. Dynamite ist mit 23 Gewinnen der meistgekrönte Song bei den Musik-Shows in Südkorea – zuvor lag der Rekord bei „Boy With Luv“ mit 21 Gewinnen.
Am 31. August trat BTS erstmals bei den MTV Video Music Awards (VMAs) mit der ersten Live-Aufführung von Dynamite auf und gewann vier Auszeichnungen: „Best Group“, „Best Choreo“, „Best Pop-Video“ und „Best K-Pop.“ Am 14. Oktober trat BTS mit Dynamite bei den 2020 Billboard Music Awards auf und gewannen zum vierten Mal in Folge den Top Social Artist Award. Am 2. Oktober veröffentlichte BTS einen Remix von Jawsh 685 und Jason Derulos Single Savage Love (Laxed – Siren Beat), der es auf Platz eins der Billboard-Hot-100-Charts schaffte und zum zweiten Nummer-1-Hit der Gruppe in den Vereinigten Staaten wurde. In der Zwischenzeit blieb Dynamite auf Platz zwei und somit wurde BTS zur vierten Gruppe (nach den Beatles, den Bee Gees und OutKast), die gleichzeitig die ersten beiden Plätze der Hot 100 belegte. Savage Love war weltweit sehr erfolgreich und erreichte Platz eins der Billboard Global 200.
Am 10. und 11. Oktober veranstaltete BTS im KSPO Dome in Seoul ein zweitägiges virtuelles Konzert mit dem Titel Map of the Soul ON:E, das mit 993.000 Zuschauern aus 191 Ländern BangBangCons Rekord für die meisten Zuschauer eines kostenpflichtigen Live-Stream-Konzerts brach. Im selben Monat wurde ihr altes Album Skool Luv Affair (2014) neuveröffentlicht und stieg infolgedessen auf Platz 35 der deutschen Album-Charts ein.
Am 20. November veröffentlichte BTS ihr fünftes koreanisches Studioalbum BE mit dem Titelsong Life Goes On. Auf der Veranstaltung der American Music Awards am 22. November wurde der Titelsong erstmals aufgeführt.
Am 24. November wurde die Gruppe in der Kategorie Grammy Award for Best Pop Duo/Group Performance der Grammy Awards 2021 mit ihrem Song Dynamite nominiert. Dadurch ist BTS die erste K-Pop Gruppe, die für einen Grammy nominiert wurde.

### 2021:BTS, the Best,ButterundPermission to Dance
Bei den Grammy Awards 2021 am 14. März präsentierten BTS Dynamite.
Am 21. Mai veröffentlichten BTS ihre zweite englischsprachige Single Butter. Mit dem Musikvideo dazu brach die Band ihre eigenen YouTube-Rekorde aus dem Vorjahr bezüglich Zuschauerzahlen bei der Premiere und innerhalb eines Tages: Über 3,9 Millionen Menschen waren bei der Veröffentlichung live dabei und 108,2 Millionen Aufrufe hatte das Video innerhalb der folgenden 24 Stunden. Mit elf Millionen Streams innerhalb eines Tages stellte Butter auch auf Spotify einen neuen Rekord auf. Butter stieg an der Spitze der US Billboard Hot 100 Charts ein und wurde damit zum vierten Lied der Gruppe auf Platz eins innerhalb der letzten neun Monate. Butter blieb für sieben aufeinanderfolgende Wochen auf Platz eins der Charts, die längste Dauer eines Songs an der Spitze seit One Sweet Day von Mariah Carey und Boyz II Men im Jahr 1995.
Am 16. Juni veröffentlichten BTS das Album BTS, the Best, welches mehrheitlich Lieder auf Japanisch beinhaltet und in Japan auf Platz eins der Albumcharts einstieg.
Am 9. Juni wurde mit Permission to Dance die dritte englischsprachige Single von BTS veröffentlicht. Am 19. Juli löste Permission to Dance den vorherigen Spitzenreiter Butter auf Platz eins der US-Billboard-Hot-100-Charts direkt ab. Es ist das erste Mal, dass ein Song eines Künstlers an der Chartspitze direkt durch einen neuen Song des Künstlers abgelöst wurde. Der fünfte Nummer-eins-Hit innerhalb von zehn Monaten macht BTS zur Gruppe mit den meisten Topplatzierungen innerhalb so kurzer Zeit seit Michael Jackson im Jahr 1988.
Am 24. September wurde die Single My Universe veröffentlicht, für die Coldplay mit BTS zusammenarbeitete. Der Song erreichte Platz eins der Single-Charts in den USA, Platz 11 in der Schweiz und Platz 13 in Deutschland. Darüber hinaus brachte das Bandmitglied Suga am 18. Oktober zu der Coldplay-Kollaboration ein Remix heraus (My Universe – SUGA’s Remix). Kurz darauf erschien die zweite Staffel der Variety-Show BTS in the Soop (dt. ‚BTS im Wald‘). In der Serie nehmen sich die Mitglieder eine Auszeit vom Stadtleben und erholen sich auf einem Anwesen im Wald (Soop 숲 sup ist Koreanisch für ‚Wald‘).
Zwischen Oktober 2021 und April 2022 traten BTS im Rahmen der Konzertserie Permission to Dance on Stage zwölfmal in den USA und in Südkorea auf. Das erste Konzert am 24. Oktober im Seoul Olympic Stadium fand aufgrund der COVID-19-Pandemie ohne Publikum statt und wurde online in 197 Länder übertragen. Zwischen dem 27. November und dem 2. Dezember traten BTS viermal im SoFi Stadium in Los Angeles auf. Gemäß Billboard waren die Konzerte mit 214.000 verkauften Tickets und über 33,3 Millionen US-Dollar der größte Kassenerfolg seit fast einem Jahrzehnt und mit Abstand der größte jemals von Künstlern mit einem nicht englischsprachigen Programm.

### 2022:Proofund Auszeit
Am 10. Juni 2022 veröffentlichten BTS das dreiteilige Anthology-Album Proof mit der Leadsingle Yet to Come (The Most Beautiful Moment). Bereits am ersten Tag wurde das Album über zwei Millionen Mal verkauft. In Deutschland, Österreich und der Schweiz stieg das Album direkt auf Platz 1 der Albumcharts ein.
Am 14. Juni gab die Band in einem auf YouTube veröffentlichten Video bekannt, auf unbestimmte Zeit pausieren zu wollen. Die Bandmitglieder wollen sich auf ihre Solokarrieren als Musiker und Schauspieler konzentrieren, zugleich sprachen RM und Jimin von „Erschöpfung“. Gerüchte, welche von einer Auflösung der Band sprachen, wurden sowohl durch die Band als auch durch Big Hit Entertainment dementiert. Während BTS vorerst nicht mehr gemeinsam an neuer Musik arbeiten, führen sie diverse ihrer Aktivitäten weiter, unter anderem als Botschafter für die Bewerbung Busans um die Expo 2030 und als Botschafter für die Goal of the Century-Kampagne von Hyundai.

## Mitglieder
| Name           | Geburtsname           | Geburtstag (Alter)      | Geburtsort                  | Position                        |
| -------------- | --------------------- | ----------------------- | --------------------------- | ------------------------------- |
| RM 알엠        | Kim Nam-joon 김남준   | 12. September 1994 (30) | Ilsan, Goyang (Gyeonggi-do) | Team leader Main Rap            |
| Jin 진         | Kim Seok-jin 김석진   | 4. Dezember 1992 (32)   | Anyang                      | Sub Vocal                       |
| Suga 슈가      | Min Yoon-gi 민윤기    | 9. März 1993 (32)       | Buk-gu (Daegu)              | Lead Rap                        |
| J-Hope 제이홉  | Jung Ho-seok 정호석   | 18. Februar 1994 (31)   | Gwangju                     | Sub Vocal, Main Dance, Sub Rap  |
| Jimin 지민     | Park Ji-min 박지민    | 13. Oktober 1995 (29)   | Busan                       | Lead Vocal, Main Dance          |
| V 뷔           | Kim Tae-hyung 김태형  | 30. Dezember 1995 (29)  | Daegu                       | Sub Vocal                       |
| Jung Kook 정국 | Jeon Jung-kook 전정국 | 1. September 1997 (27)  | Busan                       | Main Vocal, Lead Dance, Sub Rap |

## Auszeichnungen
BTS erhielt insgesamt 661 Nominierungen und davon 454 Auszeichnungen, darunter 43 Mnet Asian Music Awards, 34 Melon Music Awards, 30 Japan Gold Disc Awards, 28 Golden Disc Awards, 27 Gaon Chart Music Awards, 23 Seoul Music Awards, 12 Asia Artist Awards, 7 Korean Music Awards, 9 American Music Awards, 9 Billboard Music Awards, 9 MTV Video Music Awards und 14 MTV Europe Music Awards.

## BTS Universe
Das BTS Universe (oder BU, früher: HYYH) ist ein fiktives Universum, das von BigHit Entertainment eigenständig erschaffen wurde und auf den sieben Mitgliedern basiert.

### Entstehung und Inhalt
Das Franchise begann mit der Albumtrilogie The Most Beautiful Moment In Life im April 2015 mit dem Musikvideo zu I Need U. Musikvideos, die zum BTS Universe gehören, werden von BigHit als solche gekennzeichnet.
Im August 2017, vor dem Start der Love Yourself-Trilogie, veröffentlichte BigHit eine Reihe von Kurzfilmen namens Highlight Reels, die ebenfalls zum BTS Universe gehören.
Die Alben der Love Yourself-Reihe (Her, Tear und Answer) enthalten sogenannte „HYYH Notes“. Es sind verschiedene Tagebucheinträge aus der Vergangenheit und der Zukunft der sieben Mitglieder.
Im Januar 2019 erschien ein Webtoon mit dem Namen The Most Beautiful Moment in Life Pt.0 <SAVE ME>, der den Inhalt des BTS Universe in Form eines Cartoons darstellt. Das älteste Mitglied Jin reist durch die Zeit, um die restlichen Mitglieder vor dem Tod (Jung Kook und Suga) oder anderen Ereignissen zu beschützen, damit sie alle nach zwei Jahren wieder zusammenfinden können. Dabei durchlebt er, gefangen in einer Zeitschleife, immer wieder den 11. April 2022. Er kann dieser Schleife nur entkommen, wenn er alle anderen sechs Gruppenmitglieder rettet.

### Chronologie
Liste der von BigHit Entertainment gekennzeichneten BTS-Universe-Werke.
| Reihe                             | Titel                                           | Form               | Datum                       |
| --------------------------------- | ----------------------------------------------- | ------------------ | --------------------------- |
| The Most Beautiful Moment in Life | 'I NEED U' Official MV                          | Musikvideo         | 29. April 2015              |
| The Most Beautiful Moment in Life | 'I NEED U' Official MV (Original ver.)          | Musikvideo         | 10. Mai 2015                |
| The Most Beautiful Moment in Life | 화양연화 on stage : prologue                    | Kurzfilm           | 1. Oktober 2015             |
| The Most Beautiful Moment in Life | 'RUN' Official MV                               | Musikvideo         | 29. November 2015           |
| The Most Beautiful Moment in Life | 'I NEED U (Japanese Ver.)' Official MV          | Musikvideo         | 1. Dezember 2015            |
| The Most Beautiful Moment in Life | 'RUN -Japanese Ver.-' Official MV               | Musikvideo         | 11. März 2016               |
| The Most Beautiful Moment in Life | ‘EPILOGUE : Young Forever’ MV                   | Musikvideo         | 19. April 2016              |
| Wings                             | WINGS Short Film #1 BEGIN                       | Kurzfilm           | 4. September 2016           |
| Wings                             | WINGS Short Film #2 LIE                         | Kurzfilm           | 5. September 2016           |
| Wings                             | WINGS Short Film #3 STIGMA                      | Kurzfilm           | 7. September 2016           |
| Wings                             | WINGS Short Film #4 FIRST LOVE                  | Kurzfilm           | 8. September 2016           |
| Wings                             | WINGS Short Film #5 REFLECTION                  | Kurzfilm           | 9. September 2016           |
| Wings                             | WINGS Short Film #6 MAMA                        | Kurzfilm           | 10. September 2016          |
| Wings                             | WINGS Short Film #7 AWAKE                       | Kurzfilm           | 13. September 2016          |
| Wings                             | '피 땀 눈물 (Blood Sweat & Tears)' Official MV  | Musikvideo         | 9. Oktober 2016             |
| Wings                             | '血、汗、涙 -Japanese Ver.-' Official MV        | Musikvideo         | 9. Mai 2017                 |
| Wings                             | BTS WINGS CONCEPT BOOK                          | Buch               | 29. Juni 2017               |
| Love Yourself                     | #LOVE_YOURSELF Poster                           | Poster             | 11. – 13. August 2017       |
| Love Yourself                     | LOVE YOURSELF Highlight Reel '起'               | Kurzfilm           | 15. August 2017             |
| Love Yourself                     | LOVE YOURSELF Highlight Reel '承'               | Kurzfilm           | 16. August 2017             |
| Love Yourself                     | LOVE YOURSELF Highlight Reel '轉'               | Kurzfilm           | 17. August 2017             |
| Love Yourself                     | LOVE YOURSELF Highlight Reel '起承轉結'         | Kurzfilm           | 18. August 2017             |
| Love Yourself                     | 花樣年華 The Notes in LOVE YOURSELF 承 'Her'    | Kurzgeschichten    | 18. September 2017          |
| Love Yourself                     | 'Euphoria : Theme of LOVE YOURSELF 起 Wonder'   | Kurzfilm           | 5. April 2018               |
| Love Yourself                     | 'FAKE LOVE' Official Teaser 1                   | Teaser             | 14. Mai 2018                |
| Love Yourself                     | 'FAKE LOVE' Official MV                         | Musikvideo         | 18. Mai 2018                |
| Love Yourself                     | 花樣年華 The Notes in LOVE YOURSELF 轉 'Tear'   | Kurzgeschichten    | 18. Mai 2018                |
| Love Yourself                     | 'FAKE LOVE' Official MV (Extended ver.)         | Musikvideo         | 1. Juni 2018                |
| Love Yourself                     | LOVE YOURSELF 結 Answer 'Epiphany'              | Comeback – Trailer | 9. August 2018              |
| Love Yourself                     | 花樣年華 The Notes in LOVE YOURSELF 結 'Answer' | Kurzgeschichten    | 24. August 2018             |
|                                   | SAVE ME                                         | Webtoon            | 17. Januar – 11. April 2019 |
|                                   | 花樣年華 THE NOTES 1                            | Buch               | 5. März 2019                |
| Map of the Soul                   | 花樣年華 The Notes in Map of the Soul: Persona  | Kurzgeschichten    | 12. April 2019              |

## Tourneen
- 2014: 2014 BTS Live Trilogy-Episode II: The Red Bullet
- 2015: BTS Live Trilogy Episode I: BTS Begins
- 2015: BTS's First Japan Tour-Wake Up: Open Your Eyes
- 2015: The Most Beautiful Moment in Life On Stage
- 2015: 2015 BTS Live Trilogy Episode II: The Red Bullet
- 2016: The Most Beautiful Moment in Life On Stage: Epilogue
- 2017: 2017 BTS Live Trilogy Episode III: The Wings Tour
- 2018: Love Yourself World Tour
- 2019: Speak Yourself Stadium World Tour
- 2021–2022: Permission to Dance on Stage

Außerdem wurde eine Welttournee für 2026 angekündigt.

## Diskografie
Studioalben

| Jahr | Titel Musiklabel                                           | Höchstplatzierung, Gesamtwochen, AuszeichnungChartplatzierungen (Jahr, Titel, Musiklabel, Platzierungen, Wochen, Auszeichnungen, Anmerkungen) | Höchstplatzierung, Gesamtwochen, AuszeichnungChartplatzierungen (Jahr, Titel, Musiklabel, Platzierungen, Wochen, Auszeichnungen, Anmerkungen) | Höchstplatzierung, Gesamtwochen, AuszeichnungChartplatzierungen (Jahr, Titel, Musiklabel, Platzierungen, Wochen, Auszeichnungen, Anmerkungen) | Höchstplatzierung, Gesamtwochen, AuszeichnungChartplatzierungen (Jahr, Titel, Musiklabel, Platzierungen, Wochen, Auszeichnungen, Anmerkungen) | Höchstplatzierung, Gesamtwochen, AuszeichnungChartplatzierungen (Jahr, Titel, Musiklabel, Platzierungen, Wochen, Auszeichnungen, Anmerkungen) | Höchstplatzierung, Gesamtwochen, AuszeichnungChartplatzierungen (Jahr, Titel, Musiklabel, Platzierungen, Wochen, Auszeichnungen, Anmerkungen) | Höchstplatzierung, Gesamtwochen, AuszeichnungChartplatzierungen (Jahr, Titel, Musiklabel, Platzierungen, Wochen, Auszeichnungen, Anmerkungen) | Anmerkungen                                                                  | [↑]: gemeinsam behandelt mit vorhergehendem Eintrag; [←]: in beiden Charts platziert |
| Jahr | Titel Musiklabel                                           | KR | JP | DE | AT | CH | UK | US | Anmerkungen                                                                  |                                                                                      |
| ---- | ---------------------------------------------------------- | --- | --- | --- | --- | --- | --- | --- | ---------------------------------------------------------------------------- | ------------------------------------------------------------------------------------ |
| 2014 | Dark & Wild Big Hit Entertainment                          | KR2 (420 Wo.)KR | JP78 (1 Wo.)JP | — | — | — | — | — | Erstveröffentlichung: 19. August 2014 Verkäufe: + 472.607                    |                                                                                      |
| 2014 | Wake Up Pony Canyon                                        | — | JP3 (13 Wo.)JP | — | — | — | — | — | Erstveröffentlichung: 24. Dezember 2014 Verkäufe: + 28.000                   |                                                                                      |
| 2016 | Youth Pony Canyon                                          | — | JP1 Gold · (28 Wo.)JP | — | — | — | — | — | Erstveröffentlichung: 7. September 2016 Verkäufe: + 100.000                  |                                                                                      |
| 2016 | Wings Big Hit Entertainment                                | KR1 (350 Wo.)KR | JP57 (5 Wo.)JP | — | — | CH62 (1 Wo.)CH | UK62 Silber · (1 Wo.)UK | US26 (3 Wo.)US | Erstveröffentlichung: 10. Oktober 2016 Verkäufe: + 1.497.299                 |                                                                                      |
| 2017 | Wings: You Never Walk Alone a Big Hit Entertainment        | KR1 (324 Wo.)KR[JP: ↑] | JP57 (5 Wo.)JP | — | — | — | —[US: ↑] | US26 (3 Wo.)US | Erstveröffentlichung: 13. Februar 2017 Verkäufe werden zu Wings hinzuaddiert |                                                                                      |
| 2018 | Face Yourself Universal Music Japan                        | — | JP1 ×2Doppelplatin · (177 Wo.)JP | — | AT42 (1 Wo.)AT | CH62 (1 Wo.)CH | UK78 Gold · (2 Wo.)UK | US43 (1 Wo.)US | Erstveröffentlichung: 4. April 2018 Verkäufe: + 612.000                      |                                                                                      |
| 2018 | Love Yourself 轉 ‘Tear’ Big Hit Entertainment              | KR1 ×3Dreifachdiamant · (304 Wo.)KR | JP3 Gold · (… Wo.)JP | DE17 (30 Wo.)DE | AT5 (2 Wo.)AT | CH8 (10 Wo.)CH | UK8 Gold · (11 Wo.)UK | US1 (15 Wo.)US | Erstveröffentlichung: 18. Mai 2018 Verkäufe: + 3.582.633                     |                                                                                      |
| 2020 | Map of the Soul: 7 Big Hit Entertainment, Columbia Records | KR1 ×5Fünffachdiamant · (… Wo.)KR | JP1 Platin · (25 Wo.)JP | DE1 (74 Wo.)DE | AT1 (34 Wo.)AT | CH1 (58 Wo.)CH | UK1 Gold · (14 Wo.)UK | US1 Platin · (95 Wo.)US | Erstveröffentlichung: 21. Februar 2020 Verkäufe: + 6.764.946                 |                                                                                      |
| 2020 | Map of the Soul: 7 ~ The Journey ~ Def Jam, Virgin Records | — | JP1 Diamant · (114 Wo.)JP | DE6 (8 Wo.)DE | AT5 (5 Wo.)AT | CH7 (7 Wo.)CH | UK35 Silber · (2 Wo.)UK | US14 (4 Wo.)US | Erstveröffentlichung: 14. Juli 2020 Verkäufe: + 1.420.000                    |                                                                                      |
| 2020 | Be Big Hit Entertainment, Columbia Records                 | KR1 ×3Dreifachdiamant · (103 Wo.)KR | JP1 Platin · (47 Wo.)JP | DE4 (32 Wo.)DE | AT4 (14 Wo.)AT | CH2 (31 Wo.)CH | UK2 Silber · (5 Wo.)UK | US1 Platin · (37 Wo.)US | Erstveröffentlichung: 20. November 2020 Verkäufe: + 4.412.500                |                                                                                      |

## Filmografie
- 2018: Burn The Stage: The Movie
- 2019: BTS World Tour: Love Yourself in Seoul
- 2019: Bring The Soul: The Movie
- 2020: Break The Silence: The Movie